# Samhällets olycksbarn (1934)
Samhällets olycksbarn (franska: Les misérables) är en fransk film från 1934 i regi av Raymond Bernard. Förlaga är Victor Hugos roman med samma namn. FIlmen är i tre delar: "Une tempête sous un crâne", "Les Thénardier" och "Liberté, liberté chérie", med en sammanlagd speltid på fyra och en halv timme. Filmen utmärker sig med sin ambitiösa iscensättning. Den var en kommersiell framgång och visades på franska biografer i femton år.

## Medverkande
- Florelle som Fantine
- Marthe Mellot som mlle Baptisine
- Gaby Triquet som Cosette som barn
- Marquite Moreno som La Thenardier
- Orane Demazis som Eponine
- Josseline Gael som Cosette
- Denise Mellot som Azelplice
- Yvonne Mea som La Superieure
- Jaqueline Fermez som Azelma som barn
- Gilberte Savary som Eponine som barn
- Ginette D'Yd som syster Simplice
- Harry Baur som Jean Valjean, m Madelaine, Champmathieu
- Charles Varnel som Javert